# Quiet Places
Quiet Places è un album di Buffy Sainte-Marie, pubblicato dalla Vanguard Records nel novembre del 1973. Il disco fu registrato al Quadrafonic Studios di Nashville, Tennessee (Stati Uniti).

## Tracce
Brani composti da Buffy Sainte-Marie, eccetto dove indicato
Lato A
1. Why You Been Gone so Long – 2:56 (Mickey Newbury)
2. No One Told Me – 3:05
3. For Free – 4:07 (Joni Mitchell)
4. She'll Be Comin' Round the Mountain When She Comes – 2:30
5. Clair Vol's Young Son – 2:23
6. Just That Kind of Man – 2:46

Lato B
1. Quiet Places – 2:31
2. Have You Seen My Baby (Hold On) – 3:12 (Randy Newman)
3. There's No One in the World Like Caleb – 2:58
4. Civilization – 2:20 (Boudleaux Bryant)
5. Eventually – 3:38 (Carole King, Jerry Goffin)
6. The Jewels of Hanalei – 3:11

## Musicisti
- Buffy Sainte-Marie - voce, pianoforte, chitarra, coro
- Charlie McCoy - chitarra elettrica
- Billy Sanford - chitarra
- David Briggs - pianoforte, organo
- Norbert Putnam - basso
- Kenny Buttrey - batteria, percussioni
- Sid Sharp - strumenti a corda
- The Memphis Horns - strumenti a fiato
- Glen Spreen - arrangiamenti strumenti a fiato e strumenti a corda
- Bill Pursell - arrangiamenti strumenti a fiato e strumenti a corda
- Norbert Putnam - arrangiamenti strumenti a fiato e strumenti a corda[1][3][5]